# Rhys Chatham
Rhys Chatham (* 19. září 1952, New York, USA) je jeden z významných amerických avantgardních skladatelů a kytaristů. Na kytaru hraje od patnácti let a od té doby prošel množstvím kapel. Účastnil se i nejedné spolupráce na různých hudebních projektech. Spolupracoval například s Band of Susans.
Rhys Chatham byl prvním ředitelem the Kitchen. Na scéně se objevila také hudba autorů spojovaná se stylem No wave jako Glenn Branca, Lydia Lunch, James Chance.

## Diskografie
- Factor X. CD, Moers Music, 1983.
- Die Donnergötter. CD/LP, Dossier Records ; Table of the Elements, Radium, 2006.
- Neon. CD/LP, Ninja Tune, Ntone, 1996.
- Septile. CD/LP, Ninja Tune, Ntone, 1997.
- Hard Edge. CD, The Wire Editions, 1999.
- A Rhys Chatham Compendium: 1971-1989. CD, Table of the Elements, 2002.
- An Angel Moves Too Fast to See. 3xCD Box, Table of the Elements, 2003.
- Echo Solo. LP, Table of the Elements, Azoth, 2003.
- Three Aspects of the Name. LP, Table of the Elements, Lanthanides, 2004.
- Two Gongs. CD, Table of the Elements, Radium, 2006.
- An Angel Moves Too Fast to See. CD/LP, Table of the Elements, Radium, 2006.
- A Crimson Grail. CD, Table Of The Elements, Radium, 2007.